# 692è Esquadró de la RAF

El 692è Esquadró de la RAF va ser un esquadró de bombarders lleugers de la Royal Air Force durant la Segona Guerra Mundial.

## Història

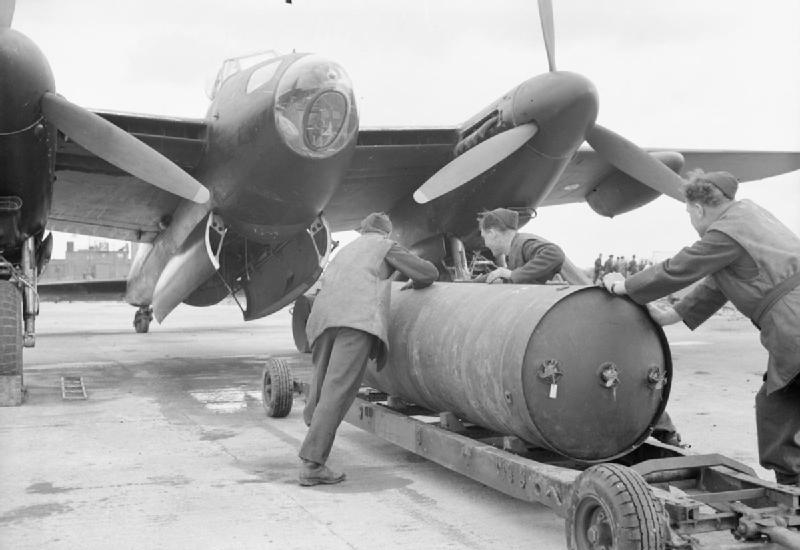
Carregant una 4,000-lb "Cookie" a un Mosquito B Mk IV a RAF Graveley

L'esquadró es formà l'1 de gener de 1944 a RAF Graveley, Huntingdonshire com a unitat de bombarders lleugers, equipat amb bombarders Mosquito Mk.IV, com a part de la Força Lleugera d'Atac Nocturn del Grup N. 8 de la RAF del Comandament de Bombarders. Va ser reequipat amb bombarders Mosquito Mk.XVI des de març de 1944, havent canviat totalment a la nova variant al juny de 1944.
Va ser el primer esquadró que portà 4.000 lliures (1.814 kg) de bombes als Mosquitos, usades en un atac sobre Düsseldorf. A més, també va ser la primera unitat de Mosquitos que realitzà missions de llançar mines. La majoria de missions van ser de nivell baix, incloent una en que l'esquadró llançà 4.000 lliures de bombes a la boca dels túnels de les Ardenes.
En acabar la guerra, l'esquadró va ser dissolt el 20 de setembre de 1945 a RAF Gransden Lodge, Cambridgeshire. L'esquadró havia realitzat 3.237 sortides operatives (tot i que una font indica una xifra molt menor, 1.457) amb la pèrdua de 17 aparells.

## Avions operats
| Des de        | A                | Avió                  | Variant |
| ------------- | ---------------- | --------------------- | ------- |
| Gener de 1944 | Juny de 1944     | de Havilland Mosquito | Mk.IV   |
| Març de 1944  | Setembre de 1945 | de Havilland Mosquito | Mk.XIV  |

## Comandants

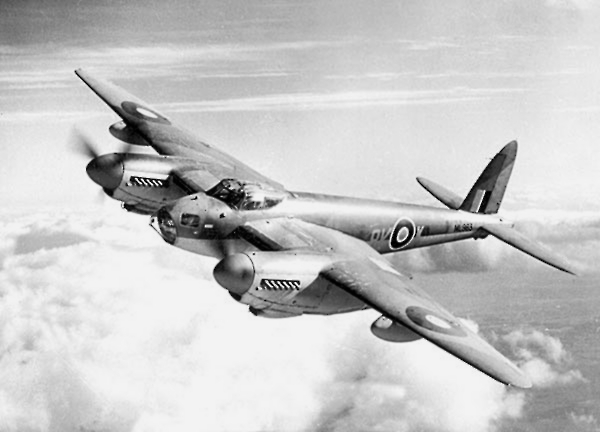
Tot i que porta les insígnies del 571è Esquadró, aquest avió, el Mosquito Mk.XVI ML963, va ser lliurat al 109è Esquadró el 9 de març de 1944, i al 692è Esquadró el 24 del mateix mes.

| Des de         | A                | Nom                            |
| -------------- | ---------------- | ------------------------------ |
| Gener de 1944  | Març 1944        | W/Cdr. W.G. Lockhart, DSO, DFC |
| Març de 1944   | Juliol de 1944   | W/Cdr. S.D. Watts, DFC (RNZAF) |
| Juliol de 1944 | Setembre de 1945 | W/Cdr. J. Northrop, DFC, AFC   |

## Aeròdroms de l'esquadró
| Des de             | A                      | Nom                                | Notes        |
| ------------------ | ---------------------- | ---------------------------------- | ------------ |
| 1 de gener de 1944 | 4 de juny de 1944      | RAF Graveley, Huntingdonshire      | Format allà  |
| 4 de juny de 1944  | 20 de setembre de 1945 | RAF Gransden Lodge, Cambridgeshire | Dissolt allà |